# GlassFish
GlassFish je open source aplikační server, vyvíjený nadací Eclipse Foundation pro platformu Jakarta EE. GlassFish byl historicky vyvíjen společnostmi Sun a Oracle pod licencemi GPL a CDDL, nicméně po převedení pod Eclipse Foundation přešel pod vlastní otevřenou licenci nadace EPL 2.0. GlassFish byl původně referenční implementací balíku specifikací Java EE. Poté, co celý balík specifikací i samotný GlassFish převzala nadace Eclipse, se změnila filozofie ohledně Jakarta EE a do budoucna se již s referenční implementací nepočítá. Naopak GlassFish prochází hektickým vývojem s cílem vrátit ho na provozní prostředí.

## Historie
Počátek serveru GlassFish se pojí s rokem 2003, kdy Sun vydal Sun ONE Application Server 7, který byl referenční implementací J2EE 1.3. V následujících letech Sun výrazně přepracoval celý projekt a změnil jeho název postupně na Sun Java System Application Server (verze 8 a 9), později Sun GlassFish Enterprise Server (verzování začalo od 2). Po převzetí firmy Sun firmou Oracle se změnilo jméno na Oracle GlassFish a vyšla verze 3, nicméně poté vývoj výrazně zpomalil. Již od verze SJSAS9 GlassFish podporuje clustrování, postupně přibývaly další a další vlastnosti jako například vysoká dostupnost. V roce 2019 byly veškeré specifikace Jakarta EE, některé jejich implementace i samotný GlassFish předány nadaci Eclipse a ta nyní pokračuje v jejich vývoji s výrazným přispěním dobrovolníků včetně firem.
| Rok  | Název                              | Verze | Specifikace    | Podporované verze Javy | Zásadní změny |
| ---- | ---------------------------------- | ----- | -------------- | ---------------------- | --- |
| 2003 | Sun ONE Application Server         | 7     | J2EE 1.3       | J2SE 1.3, 1.4          | UI pro management instancí serveru                                                                               |
| 2004 | Sun Java System Application Server | 8     | J2EE 1.4       | J2SE 1.4               | Derby, SOAP WS                                                                                                   |
| 2006 | Sun Java Application Server        | 9     | Java EE 5      | Java SE 1.5            | Anotace, Clustering                                                                                              |
| 2009 | Sun GlassFish Enterprise Server    | 2.1   | Java EE 5      | Java SE 5              | |
| 2009 | Sun GlassFish Enterprise Server    | 3     | Java EE 6      | Java SE 6              | OSGi, CDI, REST, Snazší migrace z Tomcatu, standardizované JNDI, zachování session při restartu, rychlejší start |
| 2011 | Oracle GlassFish Server            | 3.1   | Java EE 6      | Java SE 6              | Aktualizace komponent, zlepšení integrace s produkty Oracle                                                      |
| 2013 | Oracle GlassFish Server            | 4.0   | Java EE 7      | Java SE 7              | WebSocket, JSON, HTML5                                                                                           |
| 2017 | Oracle GlassFish Server            | 5.0   | Java EE 8      | Java SE 8              | HTTP/2 |
| 2019 | Eclipse GlassFish                  | 5.1   | Jakarta EE 8   | Java SE 8              | Aktualizace komponent, převedených od Oracle k Eclipse, tj. od Java EE k Jakarta EE                              |
| 2020 | Eclipse GlassFish                  | 6.0.0 | Jakarta EE 9   | Java SE 8              | Komponenty nově používají balíky jakarta.* místo původních javax.*                                               |
| 2021 | Eclipse GlassFish                  | 6.1.0 | Jakarta EE 9.1 | Java SE 11             | Podpora JDK 11                                                                                                   |
| 2022 | Eclipse GlassFish                  | 6.2.5 | Jakarta EE 9.1 | Java SE 11, 17         | Velké množství oprav, obnovení komerční podpory                                                                  |
| 2022 | Eclipse GlassFish                  | 7.0.0 | Jakarta EE 10  | Java SE 11, 17, 18     | Concurrency, Soteria, nový logovací systém, aktualizace a opravy                                                 |

## Využití

### Varianty

#### Server
Server plní specifikace Jakarta EE Platform Profile, což je kompletní balík specifikací – díky tomu jde také o největší distribuci. Architektura aplikačního serveru je založena na modulovém jádru vycházejícího z OSGi (Open Service Gateway initiative) frameworku. GlassFish většinou využívá implementace Apache Felix, ale může běžet i na implementacích Equinox, či Knoperfish OSGi. OSGi framework zajišťuje, že aplikace i komponenty lze vzdáleně instalovat, startovat, ukončovat, aktualizovat i odinstalovat bez nutnosti restartu serveru. Rovněž je důležité zmínit Grizzly framework, multiprotokolový framework (HTTP, UDP atp.), využívající NIO (Non-blocking I/O) a poskytující API pro komunikaci socketů.
Server je možno stáhnout např. z jeho domovské stránky. Zatímco verze před rokem 2010 mívaly binární instalátor, který umožňoval změnit některá nastavení a v některých verzích i nainstalovat JDK, novější verze jsou dodávány výhradně jako zip, který lze snadno rozbalit. Celá distribuce je taktéž dostupná na Maven Central.
Jelikož server je dodáván s přednastavenou doménou, po rozbalení lze doménu serveru rovnou spustit. Alternativně lze vytvořit i další domény, mazat je, zálohovat, měnit jejich nastavení, atd. - k tomu slouží příkaz asadmin na cestě glassfish/bin/asadmin. Doménu lze alternativně spravovat i přes REST rozhraní (port 4848), částečně JMX (port 8686) nebo webový prohlížeč (port 4848); jednotlivé porty lze v konfiguraci změnit a z bezpečnostních důvodů je na ně přístup pouze ze stejného počítače, na kterém doména běží. Pro vnější přístup je nutné nastavit šifrování a přístup výslovně povolit.
Po spuštění serveru můžeme vstoupit do administrátorské konzole spuštěním webového prohlížeče a zadáním adresy http://localhost:4848 (při zachování standardního nastavení). Administrátorská konzole je společné rozhraní jak pro administrátory, tak i pro vývojáře. Umožňuje správu konfigurací, nastavení JDBC (rozhraní pro spojení s databází, JDNI (rozhraní Java Name and Directory Interface), JavaMail, JMS (Java Message Services), Security Realms (nastavení bezpečnosti), ...

#### Web Server
Tato verze je o něco menší, protože plní jen Jakarta EE Web Profile, což znamená, že obsahuje jen podmnožinu vlastností. Tato distribuce je prakticky konkurentem Tomcat a Jetty.

#### Embedded
Embedded verze je varianta, jíž lze použít přímo v aplikaci. Ač obsahuje většinu implementace serverové distribuce, nemá uživatelské rozhraní a některé další vlastnosti jsou zde nedostupné.

## Ukázky funkcionality GlassFish

#### Deploy aplikace
Pro nahrání aplikace, či komponenty na server vybereme v administrátorské konzoli v levém panelu možnost Application. V následujícím okně vybereme možnost deploy, vybereme zda se aplikace, či komponenta nachází na našem počítači, nebo je umístěna na serveru (pokud je server na stejném počítači jsou obě možnosti totožné) a pomocí browseru vybereme sbalenou aplikaci (soubory .jar, .war). Pokud nám nevyskočí Typ aplikace, či komponenty automaticky zvolíme jej v položce Type. Po stisku tlačítka ok již můžeme v sekci Application s aplikací nakládat podle vlastního uvážení. U spustitelných aplikací nám je nabídnuta možnost Launch, která aplikaci spustí.

#### Java Mail
Pokud chceme v naší aplikaci využít odesílání emailu. Použijeme k tomu GlassFish modul Java Mail. Pro jeho nastavení zvolíme v administrátorské konzoli možnost Resources a následně v této nabídce JavaMail Session. Zde zvolíme tlačítko New a vytvoříme novou session. Tu si podle vlastního uvážení pojmenujeme např. mojeMailSession. Následující parametry nastavíme následovně (příklad je pro web server gmail):
- Mail Host – zde zadáme SMTP host server : smtp.gmail.com
- Default User – zde zadáme jméno uživatele, ze kterého chceme standardně odesílat zprávy : abcd@gmail.com.
- Default Return Address – Tuto emailovou adresu využije aplikační server, pokud zpráva neobsahuje adresu odesílatele. Ve většině případů se bude shodovat s jménem uživatele: abcd@gmail.com.
- Description – Popis. Nemusíme vyplňovat
- Status – Nastavíme na Enabled.
- Store Protocol a Store Protocol Class – zanecháme současné hodnoty.
- Transport protocol – v případě gmailu, či jiných serverů využívajících smtps změníme na: smtps
- Transport class – pokud měníme položku transport protocol na smtps, změníme i třídu na:

com.sun.mail.smtp.SMTPSSLTransport
Pokud server vyžaduje autorizaci (pravděpodobně ano), musíme ještě přidat vlastnosti (properties) pro autorizaci.Toho docílíme pomocí tlačítka add propery.
Zde přidáme následující vlastnosti:
- mail-smtps-auth – nastavení zdali server vyžaduje autorizaci zadáme: true
- mail-smtps-password – do tohoto pole zadáme naše heslo: abcd

V Java aplikaci pak můžeme využít dependency injection a pomocí anotace
```
@Resource(name = "mojeMailSession")
private Session mojeMailSession;
```

Pro odeslání zprávy pak pouze vytvoříme zprávu.
```
Message message = new MimeMessage(mojeMailSession);
```

Vyplníme ji potřebnými údaji a odešleme pomocí třídy Transport:
```
Transport.send(message);
```

Více informací viz 

#### JDBC
Pokud chceme v aplikaci pracovat s databází, zvolíme v levém panelu možnost Resource – JDBC. V referenční implementaci je standardně využíváno databáze Derby. Pokud chceme využít jiné databáze vybereme možnost Connection Pools a zde zvolíme tlačítko New. A následně vybereme v možnosti Database Vendor tu databázi, kterou chceme využívat.
Pokud jsme spokojeni s Derby, či jsme nastavili jinou možnost pomoci Connection Pools zvolíme možnost JDBC Resources. Pomocí tlačítka New vytvoříme nový zdroj.
JDNI name pojmenujeme náš zdroj podle vlastního uvážení např. mojeDB
```
Pool name vybereme pool, jaký chceme využívat (typicky Derby pool)
```

Nyní musíme databázi spustit (např. v NetBeans Services-Database-jdbc:derby://localhost:1527-Connect) a můžeme s ní pracovat.
Pro vzorový příklad nadefinujeme v enterprise beanu soubor persistence.xml.
Vzorový soubor persistence.xml :
```
<persistence version="2.0" xmlns="
http://java.sun.com/xml/ns/persistence
"
xmlns:xsi="
http://www.w3.org/2001/XMLSchema-instance
"
xsi:schemaLocation="
http://java.sun.com/xml/ns/persistence

http://java.sun.com/xml/ns/persistence/persistence_2_0.xsd
">
<persistence-unit name="databaze">
<jta-data-source>mojeDB</jta-data-source> 
</persistence-unit>
</persistence>
```

A následně perzistenční jednotku injektujeme do jednotlivých tříd
```
@PersistenceContext(unitName = "WebEmail")
private EntityManager entityManager;
```

Poté můžeme využít databázi ke svému prospěchu např.:
```
Query query = entityManager.createQuery("select a from Email a ");
List <object> list = query.getResultList();
```